# جزیره لیوینگستون
جزیره لیوینگستون (انگلیسی: Livingston Island) جزیره‌ای در سرزمین جنوبی در اقیانوس جنوبگان است که بخشی از جزایر شتلند جنوبی به شمار می‌رود. این جزیره نخستین خشکی کشف‌شده در پایین‌تر از مدار ۶۰ درجه جنوبی است که در سال ۱۸۱۹ کشف شد. کشف این جزیره رویدادی تاریخی و پایانی بر چند سده جستجوی سرزمین ناشناخته جنوبی و آغاز کاوش و اکتشاف جنوبگان بود. نام لیوینگستون با وجود ناشناخته‌بودن منشأ آن، به‌خوبی در کاربردهای بین‌المللی از دهه ۱۸۲۰ تثبیت شده است.